# Dálnice A2 (Severní Makedonie)
Dálnice A2 v Severní Makedonii spojuje města na severozápadě země s metropolí Skopje. Je dlouhá 73 km. Nese název Matky Terezy, skopské rodačky.

## Trasování
Vede z hlavního města Skopje, jemuž tvoří severní obchvat, přes Tetovo do Gostivaru. V úseku Gostivar–Tetovo se jedná o rychlostní silnici se čtyřmi jízdními pruhy (dvěma v každém směru), ale bez odstavného pruhu. V úseku Tetovo-Skopje jde o plnohodnotnou dálnici.

## Historie
Historicky byla ve své západní části evidována jako dálnice A4 a pouze ve východní jako A2. V roce 2009 byla výstavba nové dálnice velké politické téma. Dálnice byla budována postupně ve směru na západ od Skopje.

## Budoucnost
Výhledově má být na západní straně prodloužena až do měst Kičevo a Ohrid. Přibylo by dalších 57 km. Na rozdíl od již hotových úseků však má být zde dálnice vedena v horském a tedy na výstavbu náročném terénu. Stavební práce zde měly být zahájeny v roce 2014 a probíhat 45 měsíců, nicméně projekt musel být později přepracován. Nové zahájení stavebních prací se uskutečnilo v roce 2019 a dálnice má být dokončena po roce 2021. Půjčku pro tuto stavbu poskytla EBRD.
Na východní straně má dálnice směřovat k bulharské hranici. Po svém dokončení by měla mít délku 306 km.